# Salah al-Chanfara
Salah al-Chanfara (arabe : صلاح الشنفرى), né le 9 mai 1975, est un homme politique yéménite. Il est le commandant du Mouvement du Sud.
Le 1er décembre 2015, il rejette le décret présidentiel le nommant ministre des Transports dans le gouvernement Bahah II.